# Ossie Schectman
Oscar Benjamin Schectman, detto Ossie (New Brunswick, 30 marzo 1919 – Delray Beach, 30 luglio 2013), è stato un cestista statunitense, professionista nella ABL e nella BAA.
È noto per essere stato l'autore del primo canestro nella storia della NBA (denominata all'epoca BAA) il 1º novembre 1946.

## Palmarès
- 2 volte campione NIT (1939, 1941)
- 2 volte campione ABL (1943, 1945)